# Front bleu et blanc
Le Front bleu et blanc (en finnois : Sinivalkoinen Rintama) est un parti politique finlandais créé en 2009.

## Histoire
Le parti était dirigé par Olavi Mäenpää de 2012 à 2016 ; il a été radié du registre des partis en 2015. Concrètement le Front bleu et blanc n'est donc plus enregistré et reconnu comme un parti politique par les autorités finlandaises et demeure inactif depuis cette date, toutefois il n'est pas officiellement dissout et continue d'exister juridiquement.

## Résultats électoraux
| Résultats électoraux   |      |       |        |       |
| Élections législatives |      |       |        |       |
| Année                  | Élus | Voix  | Voix   |       |
| 2011                   | –    | 4 285 | 0,15 % | [ 3 ] |
| Élections municipales  |      |       |        |       |
| Année                  | Élus | Voix  | Voix   |       |
| 2012                   | –    | 15    | 0,00 % | [ 4 ] |
| Élections européennes  |      |       |        |       |
| Année                  | Élus | Voix  | Voix   |       |
| 2014                   | –    | 1 176 | 0,07 % | [ 5 ] |